# Cunești, Călărași
Cunești este un sat în comuna Grădiștea din județul Călărași, Muntenia, România. În 1700, localitatea este atestată în harta lui Cantacuzino și apare în copia austriacă din 1707 sub denumirea Kunesti .